# 絕對電台
絕對電台（英語：Absolute Radio，原名：Virgin 1215）是英國三個獨立國家電臺的一個。在2008年9月29日上午7时45分，該電臺改名为现名。
絕對電臺的總部設於倫敦，播放流行搖滾音樂。目前在英國各地以中波和DAB的形式進行廣播，在倫敦的105.8FM，Sky（頻道0107），維珍傳媒（頻道915），Freeview（頻道727）和Freesat（頻道724）。世界其他地区也可通过卫星，有線電視，以及互聯網收看。截至2013年12月31日，基於互联网的國際流媒體已經停止。 绝对广播是廣播學院的赞助人。
絕對電臺由Bauer Radio拥有和运营，它是Bauer全国广播品牌组合的一部分。

## 姊妹電臺

### 絕對經典搖滾電臺
一個在DAB、Virgin Media、Sky和互联网上播放60年代至90年代的经典摇滚的电台。2000年以维珍经典摇滚電臺的名稱推出，為SMG電臺策略的一部分。該電臺在2008年改名为絕對經典搖滾電臺。

## 外部連結
- 官方网站
- YouTube上的絕對電台頻道
- Absolute Radio's page （页面存档备份，存于） on Last.fm, showing a listing of tracks played
- The Launch of Absolute Radio Absolute Radio, 29 September 2008
- The launch of Virgin 1215 （页面存档备份，存于） (audio file) Interval Signals Online